# Massimo Rinaldi (doppiatore)
Massimo Rinaldi (Roma, 23 settembre 1952) è un doppiatore, direttore del doppiaggio e attore italiano.

## Biografia
È figlio del doppiatore Peppino Rinaldi e dell'attrice Marina Dolfin, fratello della doppiatrice Antonella Rinaldi e dell'attrice Francesca Rinaldi, nonché nipote del soprano Toti Dal Monte e del tenore Enzo De Muro Lomanto. È laureato in lettere moderne con lode presso l'Università La Sapienza di Roma.
Ha interpretato il personaggio di Pierfico Del Monte, "un bellimbusto che imita i mezzi busti dei Telegiornali" nella prima serie della trasmissione Avanzi nel 1991.
Tra i suoi doppiaggi quello dell'attore Judge Reinhold nella quadrilogia di Beverly Hills Cop e dei personaggi Disney di Fenton Paperconchiglia/Robopap in Duck Tales, Gruffi Gummi ne I Gummi, Monterey Jack in Cip & Ciop agenti speciali e Puffo Poeta in I Puffi.
Tra gli attori doppiati Steve Guttenberg, John Turturro, Liam Neeson, Gérard Depardieu e il cantante Sting in Dune e Bring On The Night, Martin Weinek ne Il commissario Rex. Dal 2001 ha partecipato come attore a due serie della fiction Carabinieri, nel ruolo del capitano Maurizio Ranieri. Nella fiction Papa Giovanni - Ioannes XXIII ha interpretato papa Montini quando era soltanto vescovo, e invece in Papa Luciani - Il sorriso di Dio l'ha invece interpretato quando era pontefice. Ha inoltre partecipato alla fiction Paolo VI - Il papa nella tempesta, dove ha interpretato l'avvocato Giorgio Montini, padre di papa Paolo VI.

## Doppiaggio

### Film cinema
- Judge Reinhold in Beverly Hills Cop - Un piedipiatti a Beverly Hills, Beverly Hills Cop II - Un piedipiatti a Beverly Hills II, Beverly Hills Cop III - Un piedipiatti a Beverly Hills III, Per favore, ammazzatemi mia moglie, Santa Clause è nei guai, Un poliziotto fuori di testa, Family Plan - Un'estate sottosopra, Un piedipiatti a Beverly Hills - Axel F
- John Turturro in Fa' la cosa giusta, Fearless - Senza paura
- Alexander Godunov in Witness - Il testimone, Casa, dolce casa?
- Albert Brooks in Dentro la notizia - Broadcast News, Prossima fermata: paradiso
- Bernard Le Coq in Niente da nascondere
- Bill Pullman in Sommersby
- Bradley Whitford in Scent of a Woman - Profumo di donna
- Gary Busey in Arma letale
- Brendan Higgins in Un grido nella notte
- Sean Connery in Darby O'Gill e il re dei folletti
- Merritt Butrick in Star Trek III - Alla ricerca di Spock
- Daniel Baldwin in Harley Davidson & Marlboro Man
- Brett Cullen in Le riserve
- Gabriel Byrne in Fuga dal mondo dei sogni
- Chazz Palminteri in Amore all'ultimo morso
- Liam Neeson in Ruby Cairo
- Kevin Spacey in Henry & June
- Bruce Bohne in Fargo
- Chris Ellis in Mio cugino Vincenzo
- Christopher Shyer in J. Edgar
- Neal McDonough in A testa alta
- David Marshall Grant in Amore per sempre
- D. W. Moffett in Un giorno di ordinaria follia
- Dwight Yoakam in 2 single a nozze - Wedding Crashers
- Jason Beghe in Mamma, ho allagato la casa
- Julian Glover in Scoop
- Michael Sheen in Othello
- Robert Joy in Sweet November - Dolce novembre
- Stephen Colbert in Vita da strega
- Stephen Root in Ghost - Fantasma
- Steve Guttenberg in Tre scapoli e una bimba
- Thomas G. Waites in La luce del giorno
- Stephen Tobolowsky in Thelma & Louise

### Serie televisive
- Richard Beymer in I segreti di Twin Peaks, Twin Peaks
- Daniel Roebuck in Lost
- Vito D'Ambrosio in Flash
- Perry King in Riptide
- Arsenio Campos in Cuore selvaggio
- Tony Ramos in Destini
- John Getz in The Last of Us

### Film d'animazione
- François in Lilli e il vagabondo II - Il cucciolo ribelle
- Desoto in Oliver & Company
- Ozzie ne I Fluppys
- Tony in FernGully - Le avventure di Zack e Crysta
- Padre di Sara ne L'apetta Giulia e la signora Vita
- Edward Uranus III in Appleseed
- X-Plode in LEGO Hero Factory
- D'Artagnan in I tre moschettieri
- Toma in Dragon Ball Z - Le origini del mito

### Cartoni animati
- Wally Tusket in Ultimate Muscle
- Monterey Jack in Cip & Ciop agenti speciali
- Macchia Nera e Re Luigi in House of Mouse - Il Topoclub
- Gruffi Gummi in I Gummi
- Fenton Paperconchiglia e Robopap in DuckTales - Avventure di paperi
- Overlord in Ninjago: Masters of Spinjitzu

### Videogiochi
- Sergente Tibbs ne La carica dei 102: Cuccioli alla riscossa[2]

## Filmografia parziale

### Cinema
- Jonathan degli orsi, regia di Enzo G. Castellari (1993)
- I giardini dell'Eden, regia di Alessandro D'Alatri (1998)

### Televisione
- Avanzi – programma TV (1991-1993)
- La rivoluzione francese, regia di Robert Enrico – film TV (1989)
- Carabinieri – serie TV (2002-2008)
- Papa Giovanni - Ioannes XXIII, regia di Giorgio Capitani – miniserie TV (2002)
- Madre Teresa, regia di Fabrizio Costa – miniserie TV (2003)
- Papa Luciani - Il sorriso di Dio, regia di Giorgio Capitani – miniserie TV (2006)
- Distretto di Polizia – serie TV, episodio 7x15 (2007)
- Paolo VI - Il papa nella tempesta, regia di Fabrizio Costa – miniserie TV (2008)